# Nordby Kirke (Samsø)

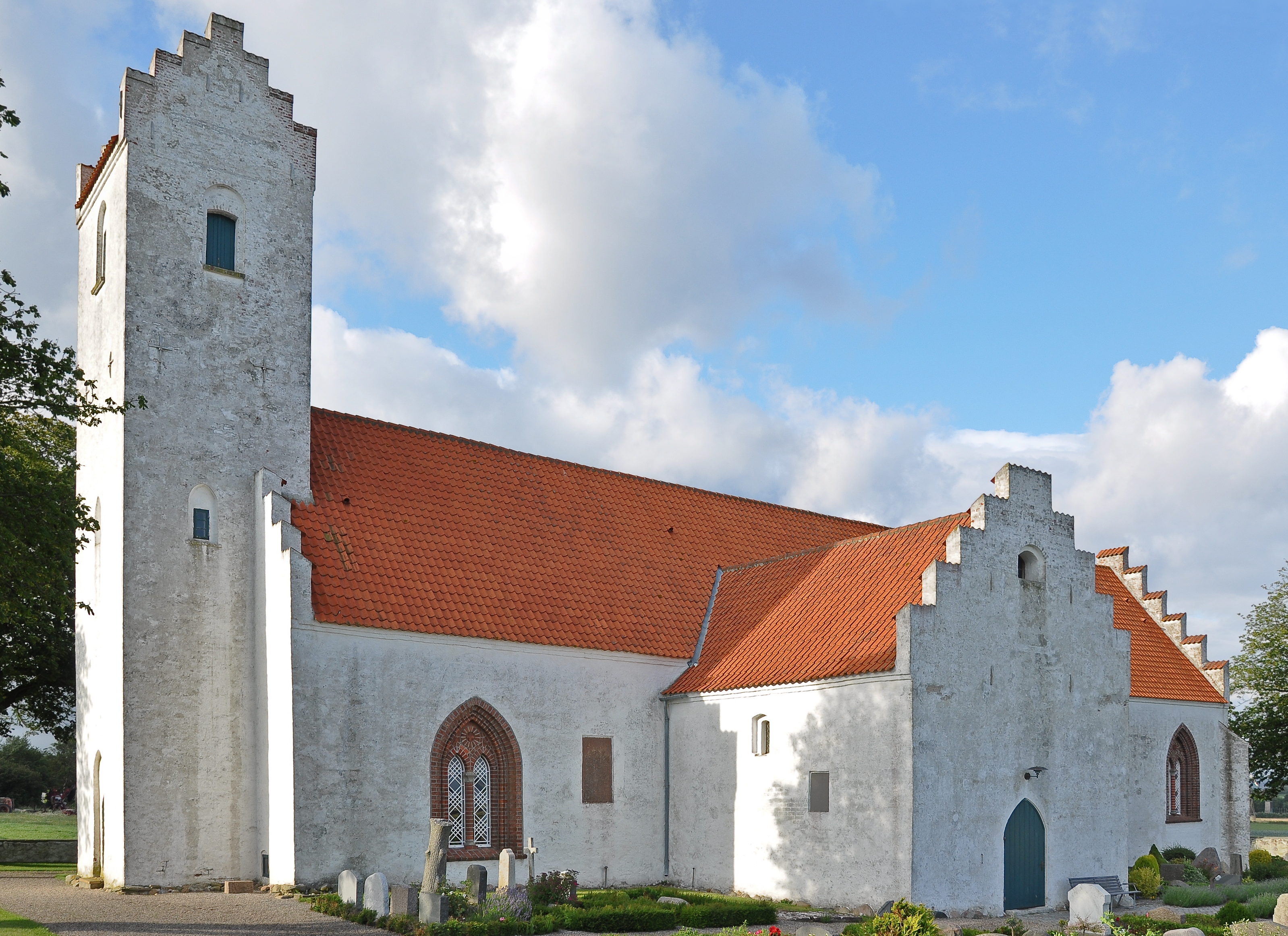
Kirche von Südwesten

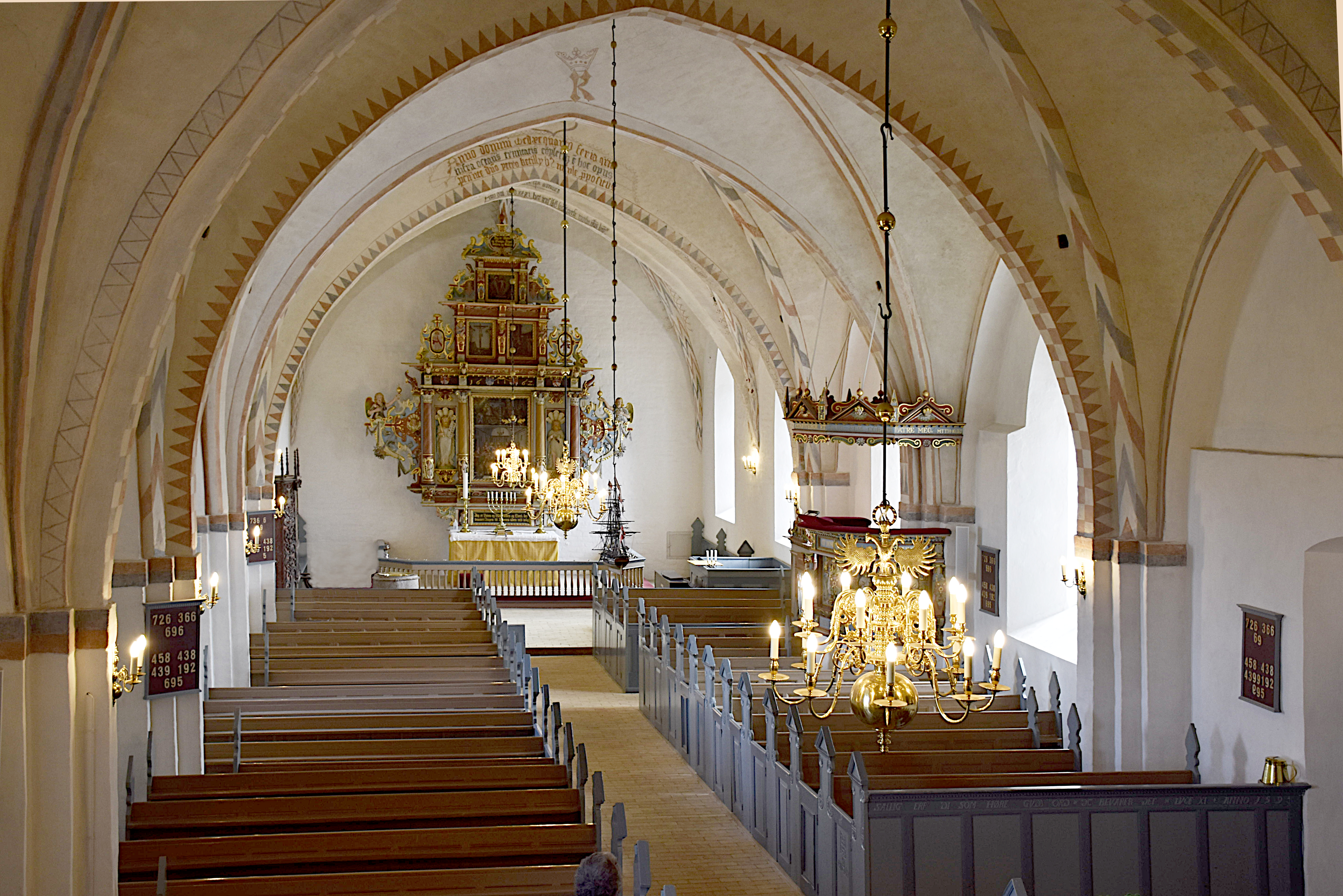
Kirche von innen

Die Kirche von Nordby ist eine evangelisch-lutherische Kirche in Nordby im Kirchspiel Samsø Sogn in Dänemark.

## Standort
Die Kirche liegt außerhalb des Ortes südlich von Nordby, etwa in der Mitte zwischen Nordby und Marup Haven. Sie steht in einer Hügellandschaft nahe der Westküste des nördlichen Teils der Insel. Sie ist von allen Seite gut sichtbar, insbesondere von Süden über die Meeresbucht.

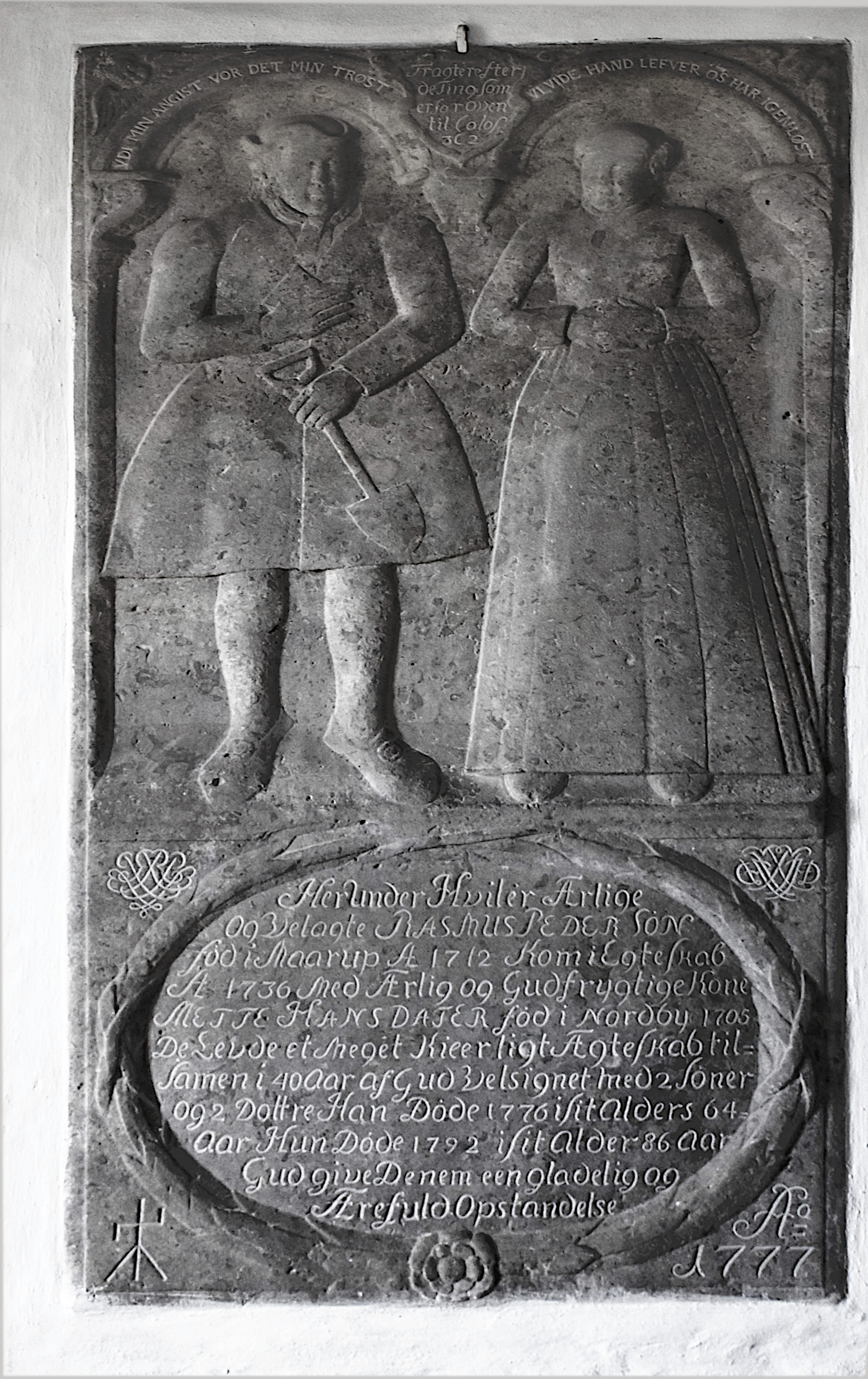
Grabstein von Rasmus Pedersen († 1772) und Mette Hansdatter († 1792)

Im die Kirche umgebenden, größtenteils südlich der Kirche liegende Friedhof wurde mehrfach erweitert. Er ist von einer Friedhofsmauer mit zwei Toren umgeben. In die Außerwand der Kirche sind mehrere alte Grabplatten eingelassen, einige gusseiserne Kreuze finden sich auf dem Friedhof. Auffällig ist, dass die Inschrift vieler Grabsteine neben dem Nachnamen auch Beruf des Verstorbenen nennt.

## Kirchengebäude
Bei dem heutigen Kirchengebäude sind mehrere Bauphasen zu unterscheiden. In der ersten Hälfte des 13. Jahrhunderts wurde auf dem Fundament aus Feldsteinen eine Steinkirche mit Ziegeln im Klosterformat errichtet. Sie war deutlich kürzer und schmaler war als der heutige Bau. Die Nordwand dieser Kirche ist in der Nordwand des heutigen Kirchenschiffs erhalten. Beim Umbau um 1300 wurde die Kirche aufgestockt und nach Westen hin erweitert sowie die nördliche Vorhalle errichtet. Bei einem weiteren Umbau um 1400 wurde die Kirche noch einmal nach Westen erweitert sowie das südliche Waffenhaus  und der auffallend schmale Turm angebaut. Dabei wurde der Plan, einen Turm über die gesamte Breite der Kirche zu bauen, bei der Höhe von drei Metern aufgegeben und stattdessen der heute noch erhaltene schmale Turm errichtet. Die Turmhalle ist nicht mit dem Kirchenschiff verbunden.
Ende des 15. Jahrhunderts wurde die hölzerne Balkendecke durch ein gotisches Gewölbe ersetzt. 1530/31 wurde der ursprüngliche schmale Chor abgerissen und durch einen zweijochigen Langhauschor ersetzt. Gleichzeitig wurde die Sakristei mit Stufengiebel nördlich am Chor angebaut. In der eingewölbten Sakristei, die keinen Zugang nach außen hat, sind mehrere Nischen zur Aufbewahrung von Kirchengerät einbaut. Die heutigen Fenster der Kirche wurden um 1880 eingesetzt. An der Nordseite der weiß gestrichenen Kirche sind die Gestaltung und die Position der früheren Fenster zu erkennen.

## Kalkmalereien
Die 1894 wieder aufgefundenen und erneut 1964 restaurierten Kalkmalereien im Gewölbe des Langhauses wurden im Zusammenhang mit dem Einzug des Gewölbes 1494 angebracht, wie die Inschrift neben dem Wappenschild von Niels Clausen, dem Bischof von Aarhus mitteilt. Aus dieser Zeit stammen auch die Darstellung von Christus als Weltenrichter mit Schwert und Lilie (Symbole für Gerechtigkeit und Reinheit) im westlichsten Joch und daneben aufgemalten drei jungfräuliche Heilige: Ganz links die heilige  Katharina mit Schwert und Rad, in der Mitte die heilige Dorothea mit Korb und blühendem Zweig, rechts die heilige Barbara mit Turm und Schwert.
Im Gewölbe des 1531 angebauten Chores befindet sich ebenfalls eine Bauinschrift, die neben dem Wappen des damaligen, letzten katholischen Bischofs Ove Bille den Namen des Ortsgeistlichen Jens Ipsen nennt. Einige Haus- oder Handwerkermarken verweisen vermutlich auf die am Bau beteiligten Handwerker. Einige weitere 1964 aufgefundenen Reste von Malerei im Chor waren so schlecht erhalten, dass sie wieder unter Putz verschwanden.

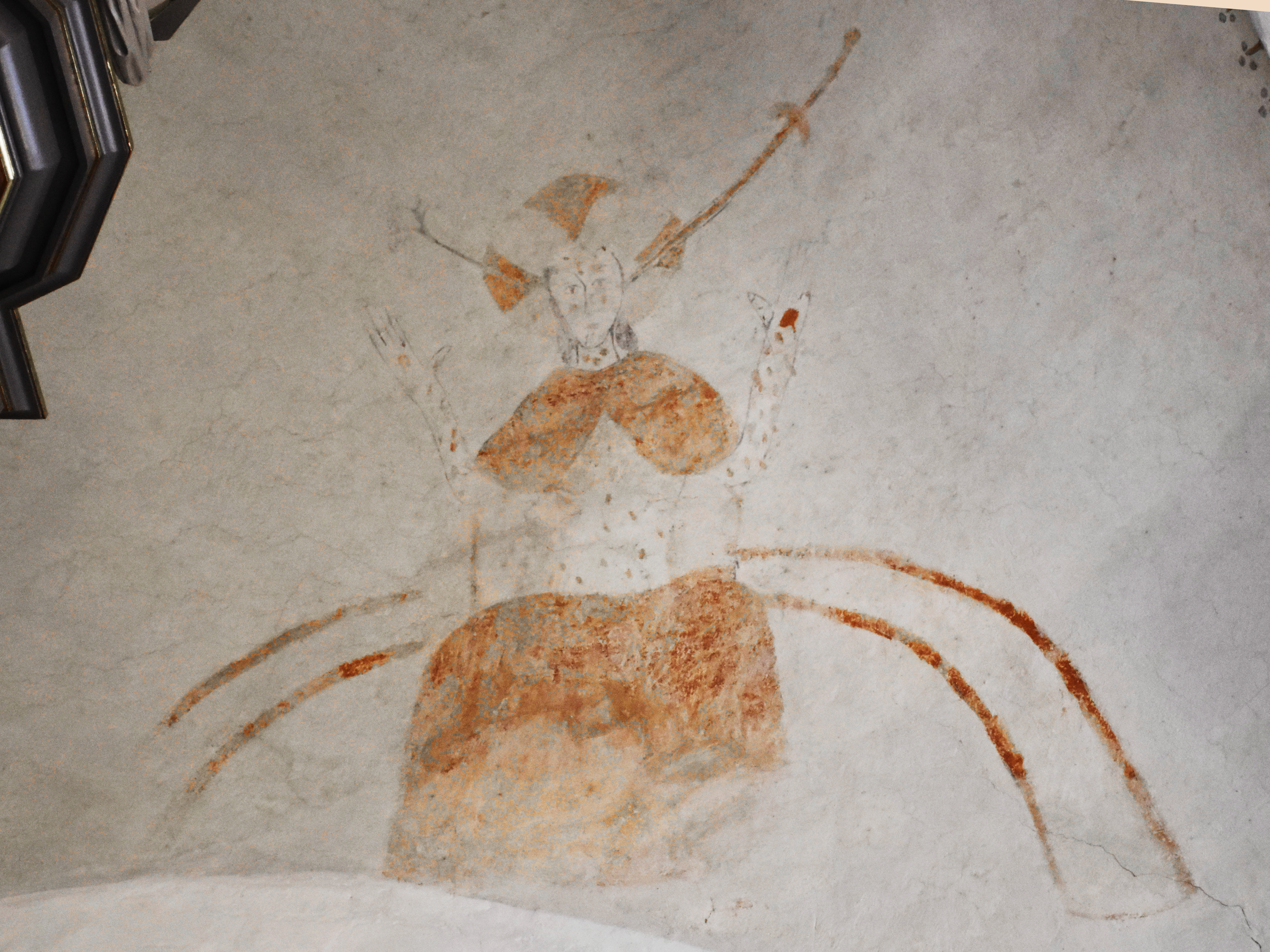
Christus als Weltenrichter
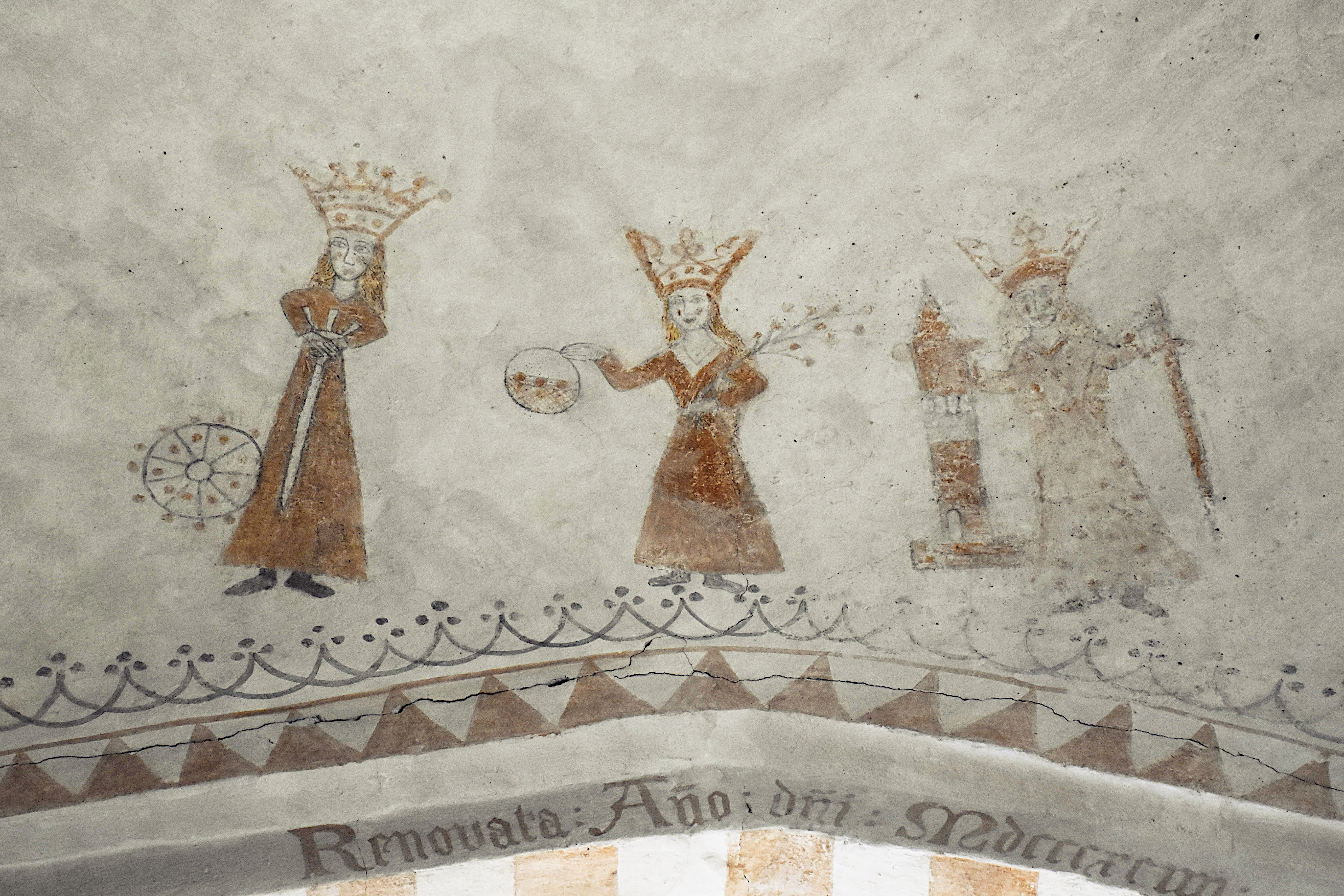
Die Heiligen Katharina, Dorothea und Barbara
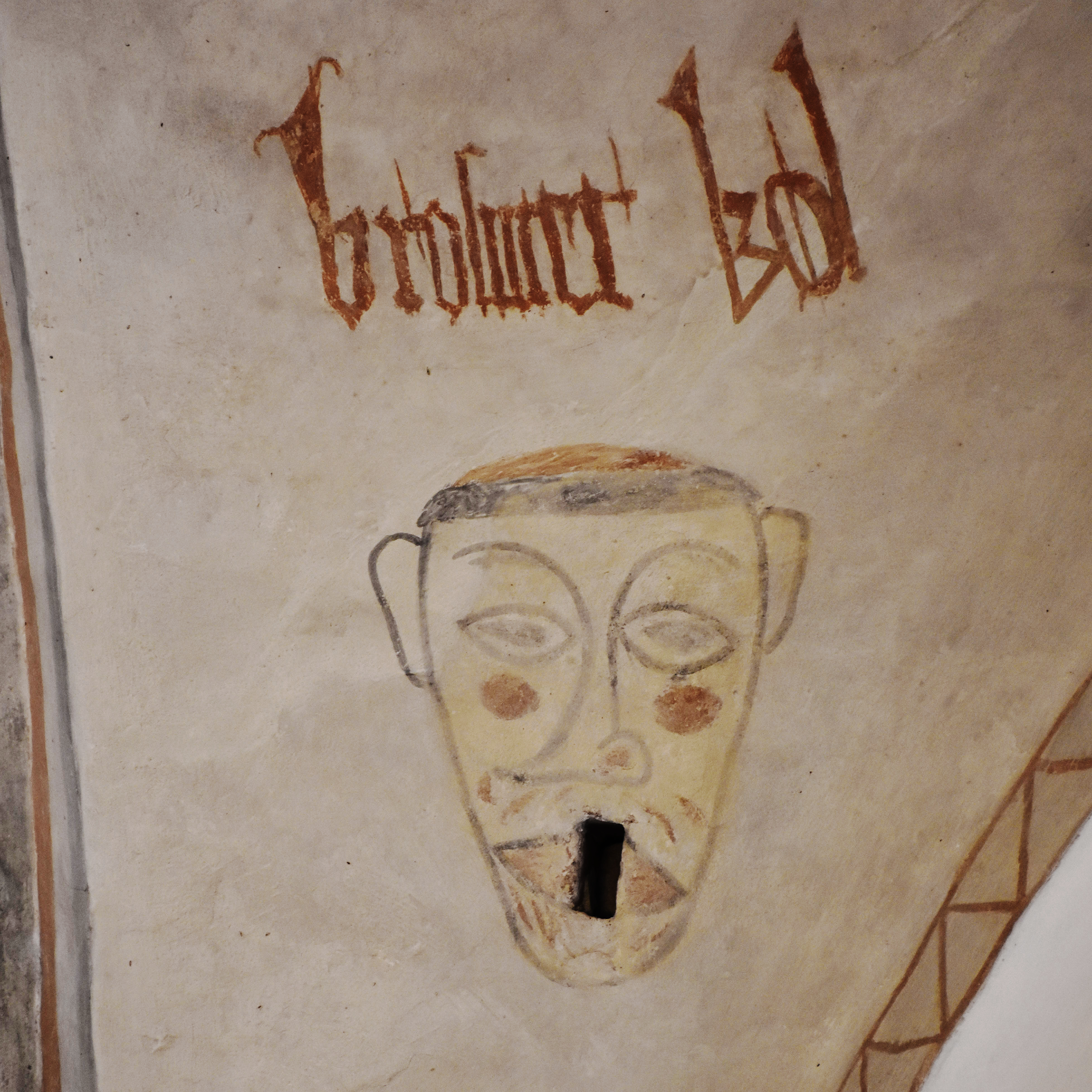
Brosmer Bøl (= brüllender Narr)
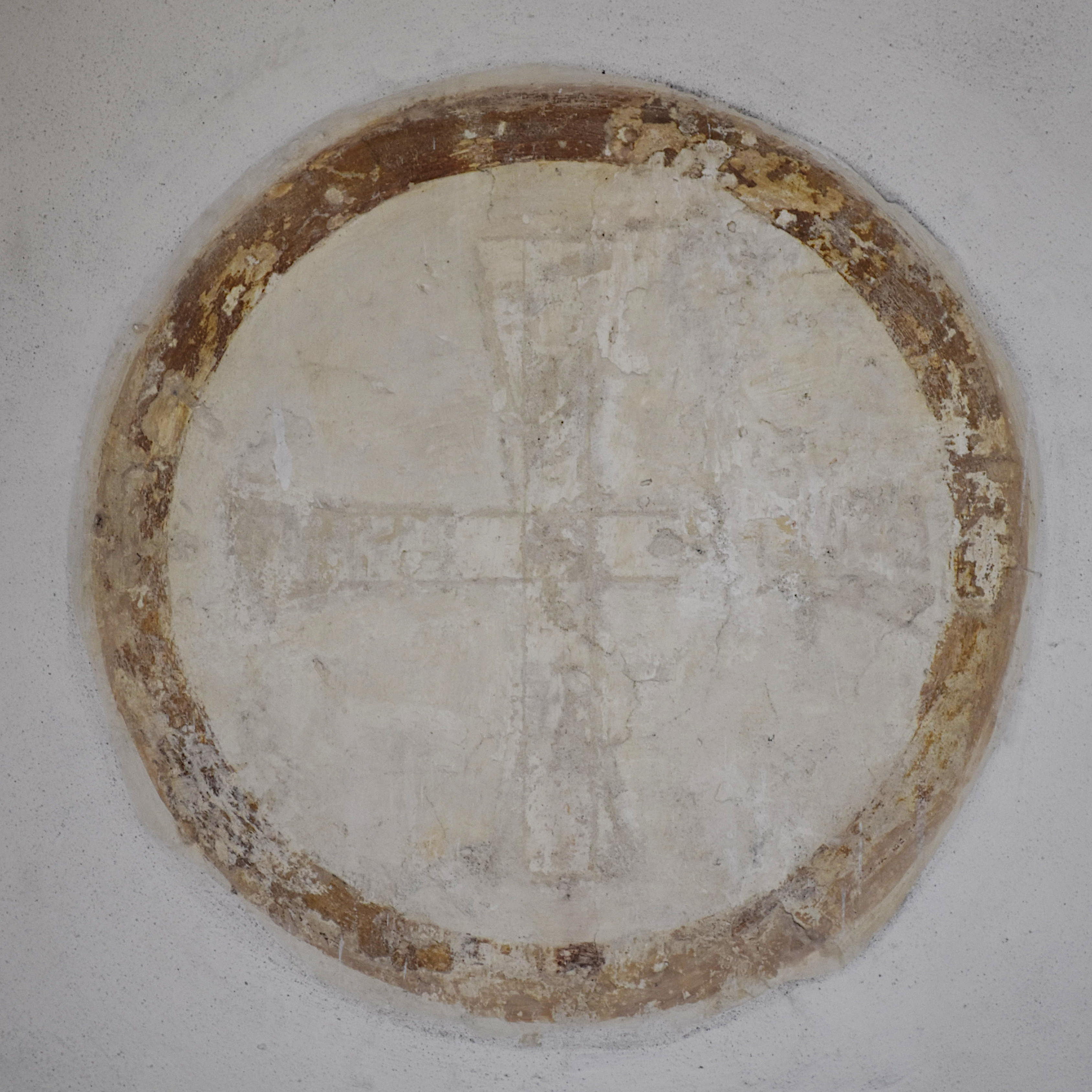
Weihekreuz

## Ausstattung
Das älteste Ausstattungsstück in der Kirche ist der aus grobkörnigem Granit gefertigte romanische Taufstein aus der ersten Hälfte des 13. Jahrhunderts. Unter dem Rand befindet sich eine Verzierung in Form einer Schlange, die sich in den Schwanz beißt. Die Taufschale aus Messing stammt aus der Zeit um 1550 und beinhaltet eine Darstellung von Mariä Verkündigung.

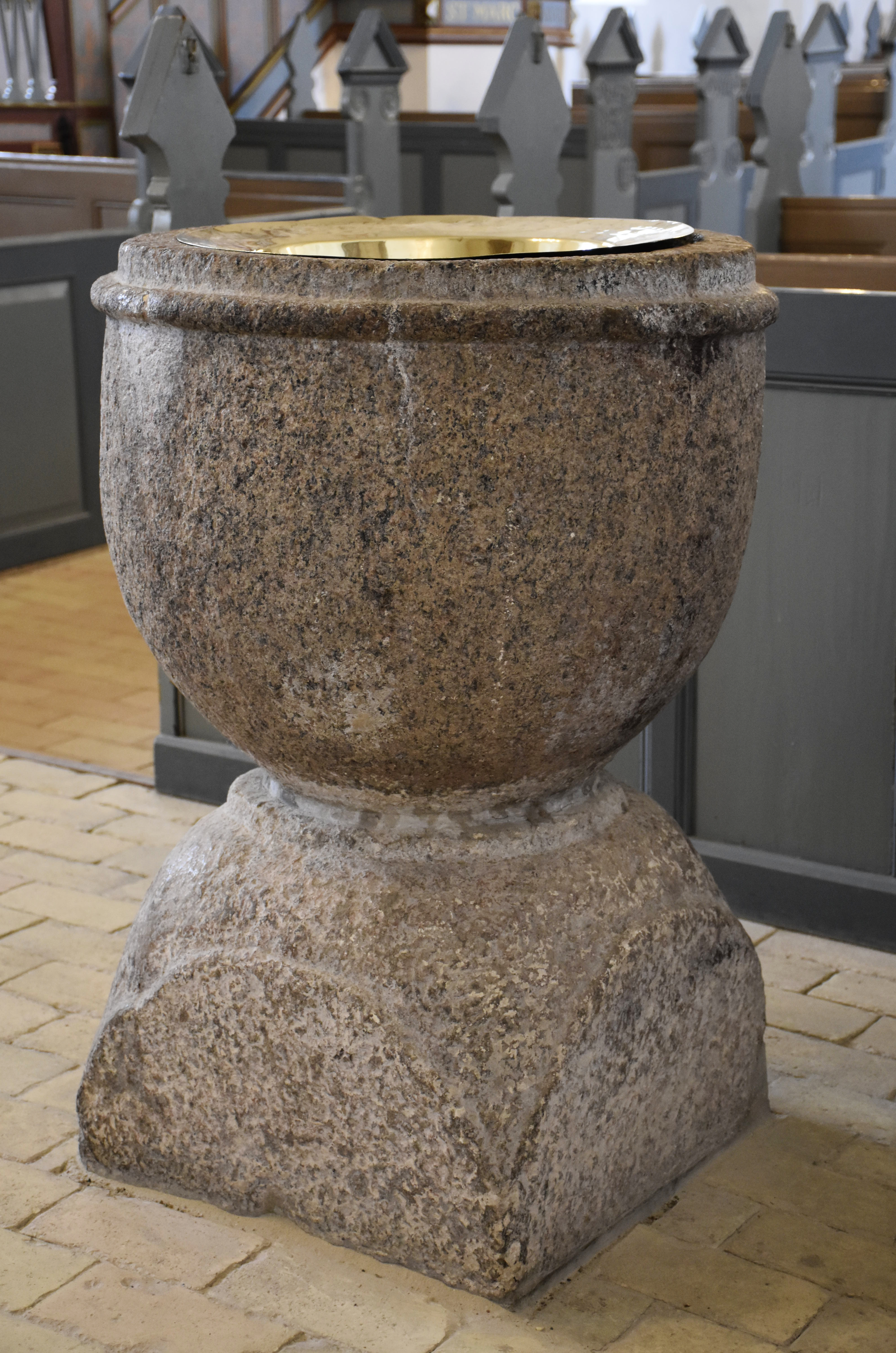
Taufstein
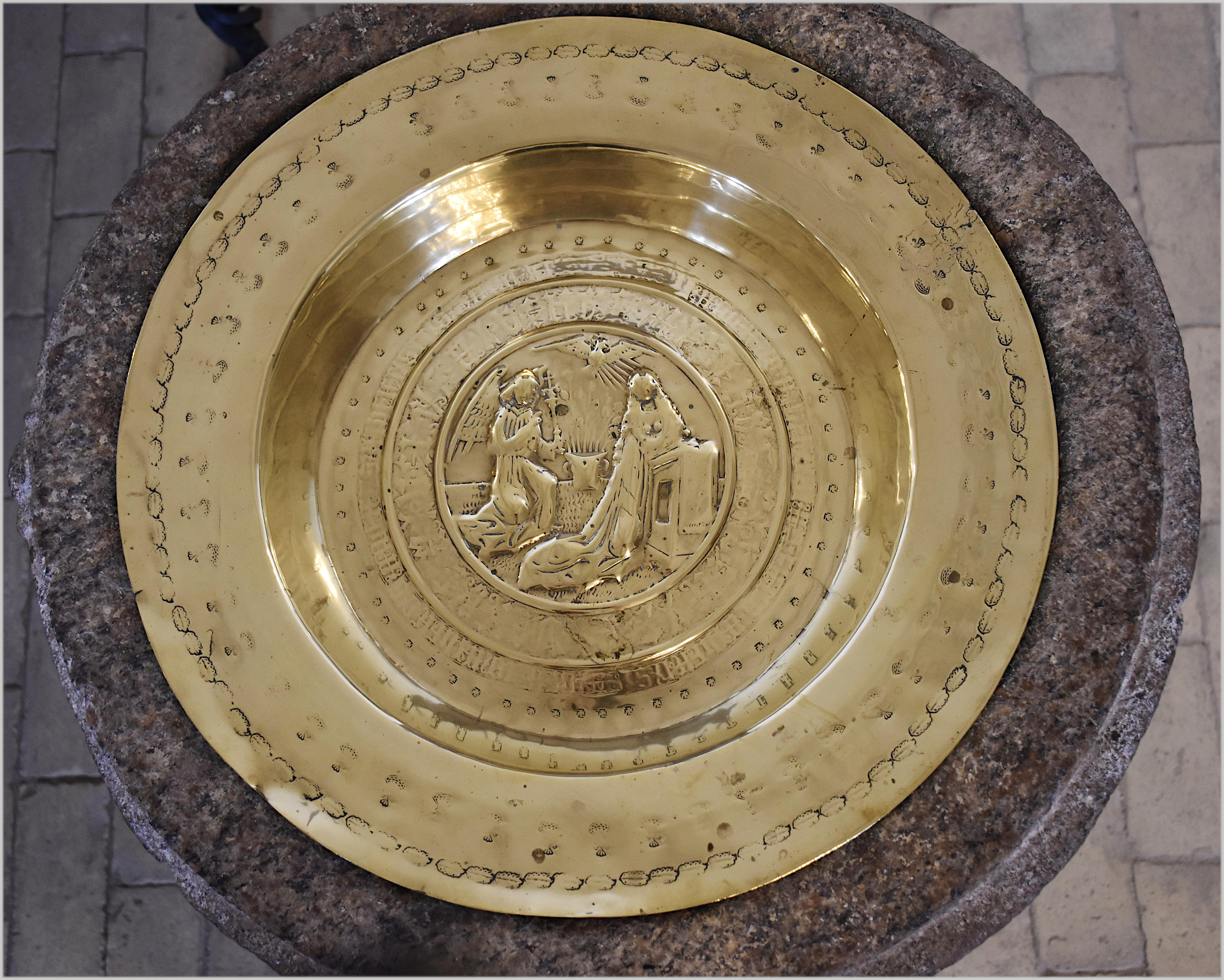
Taufschale
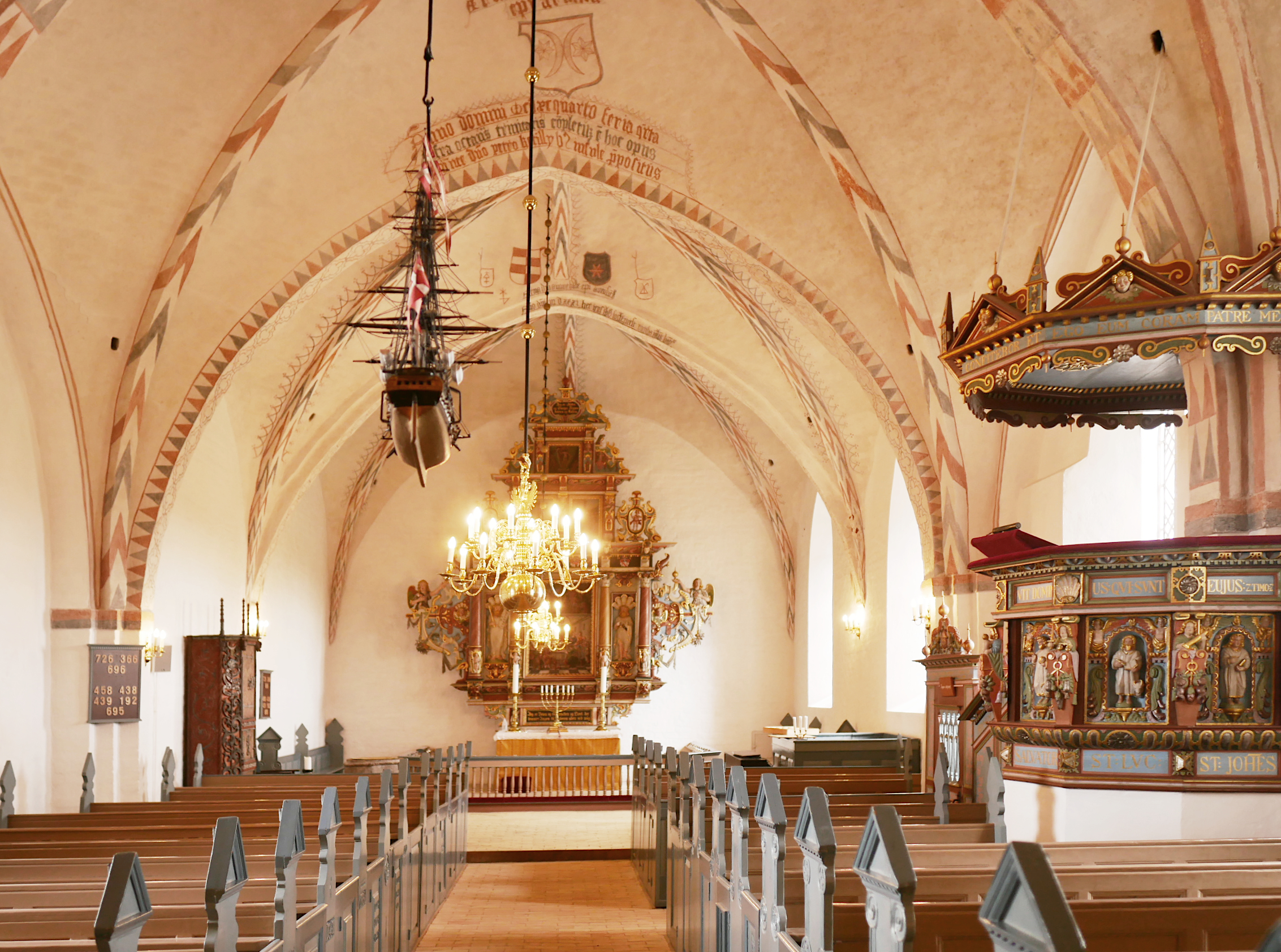
Kirchenschiff

Der Altaraufsatz wurde um 1640 errichtet. Der geschnitzte Rahmen wird dem Bildhauer Jacob Christensen Hoylemand aus Aarhus zugeschrieben, der nach Vorlagen von Cornelis Floris im Stil der damals eigentlich veralteten nordischen Renaissance arbeitete. Die Bildtafeln von 1640 zeigen von unten nach oben: das letzte Abendmahl, die Nacht im Garten Gethsemane mit dem Verräter Judas im Hintergrund, die Dornenkrönung, die Kreuzigung und die Auferstehung. Die beiden großen Reliefs stellen Moses mit Stab und Tafeln und Johannes den Täufer mit Lamm und Buch dar. Darunter befinden sich vier kleine Reliefs, die die Werkzeuge des Kalvarienbergs darstellen: Leiter, Lanze, Dornenkrone und Kreuz. Der Rahmen wurde 1662 (neu) bemalt, wobei die Wappen der Stifter Iørgen Bielke und Magdalena Sybille von Gersdorff mit der Jahreszahl im Fries über den mittleren Bildern stehen. Die beiden Wappen in den äußeren Friesen stammen von der Renovierung 1894.  Am Altartisch befindet sich ein unvollständig erhaltenes und daher heute meist verdecktes Antemensale, das nach der aufgemalte Jahreszahl wohl 1587 hergestellt wurde.
Die Kanzel stammt in ihrer jetzigen Gestalt aus dem frühen 17. Jahrhundert. Die Inschrift auf der Tür verweist auf das Jahr 1631. Der Kanzelkorb selbst auf einem gemauerten Fundament ist aber vermutlich schon älter. Die Brüstungsfelder zeigen die vier Evangelisten mit ihren Attributen mit dem Heiland in der Mitte. Die Felder sind durch Säulen mit Reliefs der theologischen Tugenden Glaube, Hoffnung und Liebe sowie der Kardinaltugenden Gerechtigkeit, Stärke und Mäßigung, jeweils mit ihren Attributen, getrennt.
Der Sakramentsschrank neben der Sakristeitür trägt die Inschrift 1519 und den Namen des Pfarrers Johannes Jacobsen sowie die Wappen des Herrn Niels Clausen, Bischof von Aarhus, und das Wappen des Propsten von Samsø Martin Johansen.
Die Türen und Wangen des Kirchengestühls tragen Initialen und Hausmarken der damaligen Besitzer, teilweise auch ein verschlungenes Jesusmonogramm. Sie sind von unterschiedlichem Alter, die ältesten stammen von 1595/1606. Bei der Renovierung von 1895 wurden einander optisch angeglichen. Bei der Restaurierung von 1964–65 wurden die Bänke grau-braun und die Türen und Wangen in zwei Blautönen gestrichen. Ziel war es, die Farben der bemalten Gewölberippen anzugleichen.
Das Schiffsmodell in der Kirche ist ein Marineschiff. Es wurde 1824 auf Kosten eines Nordbyer Bürgers aufgehängt.
Die heutige Orgel mit fünf Registern wurde 1943 von Marcussen & Søn in Aabenraa gebaut. Sie stand ursprünglich in der Kirche von Gjellerup in Herning / Westjütland, wurde aber 1989 in der Kirche von Nordby aufgestellt.

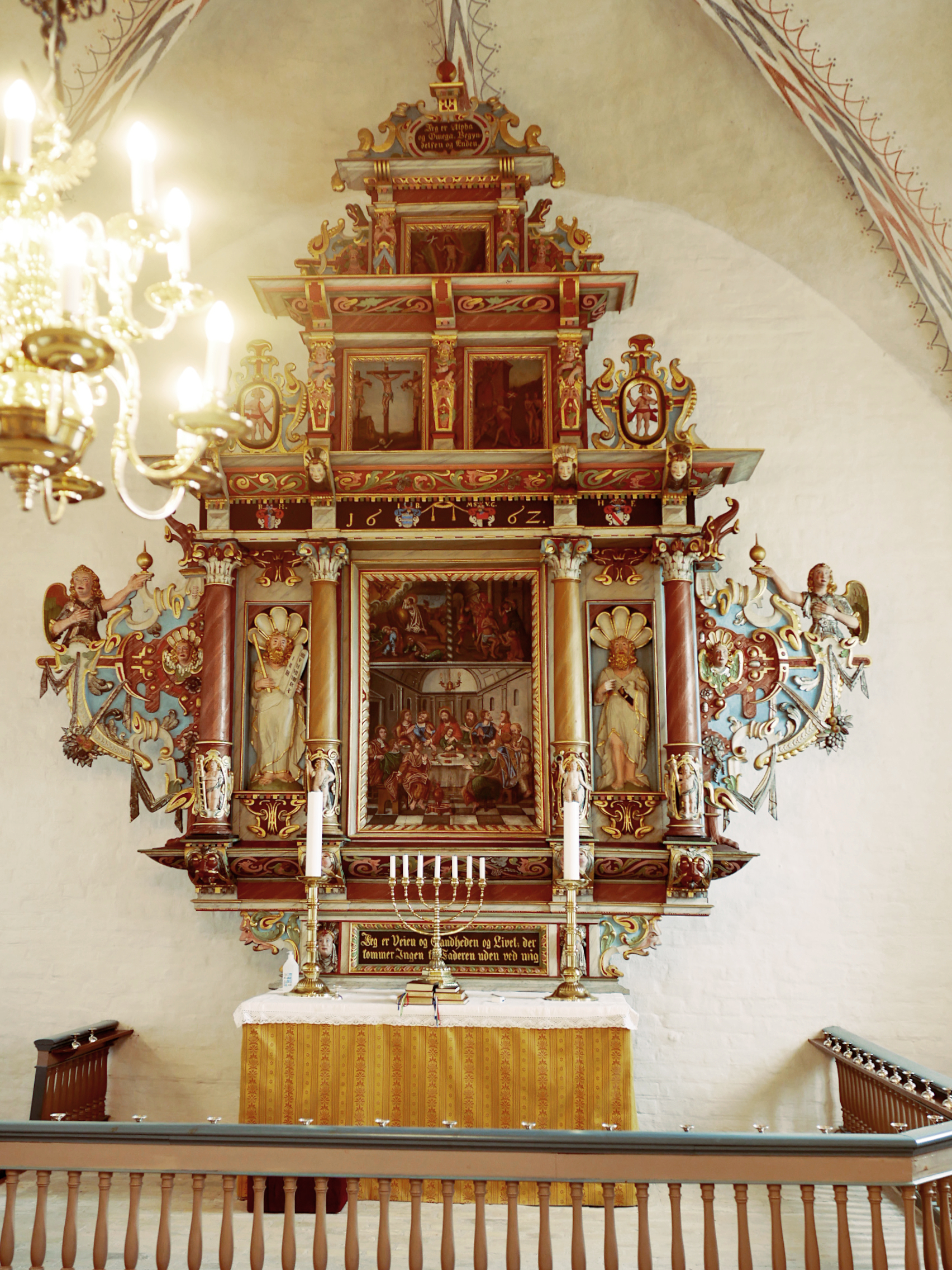
Altar
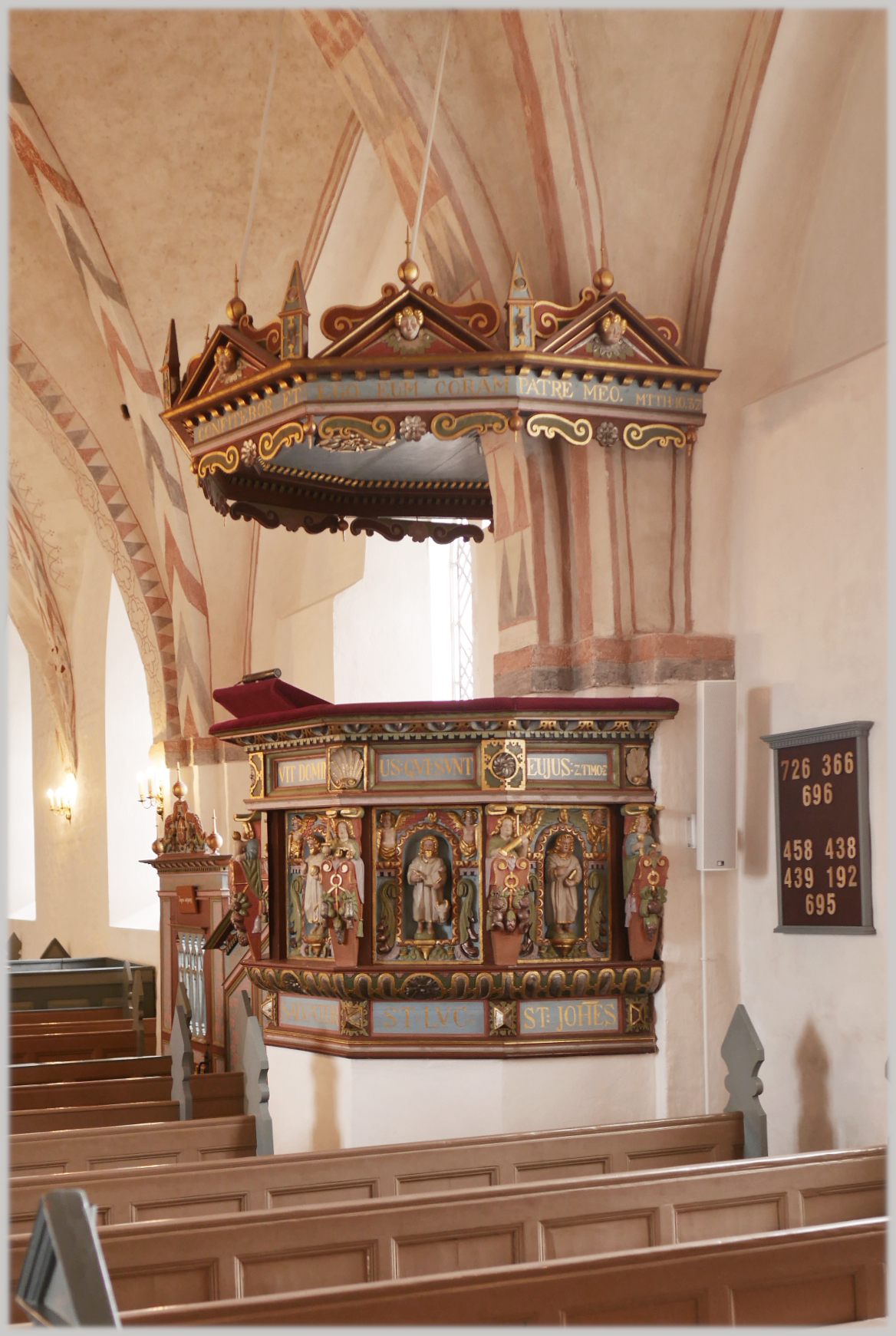
Kanzel
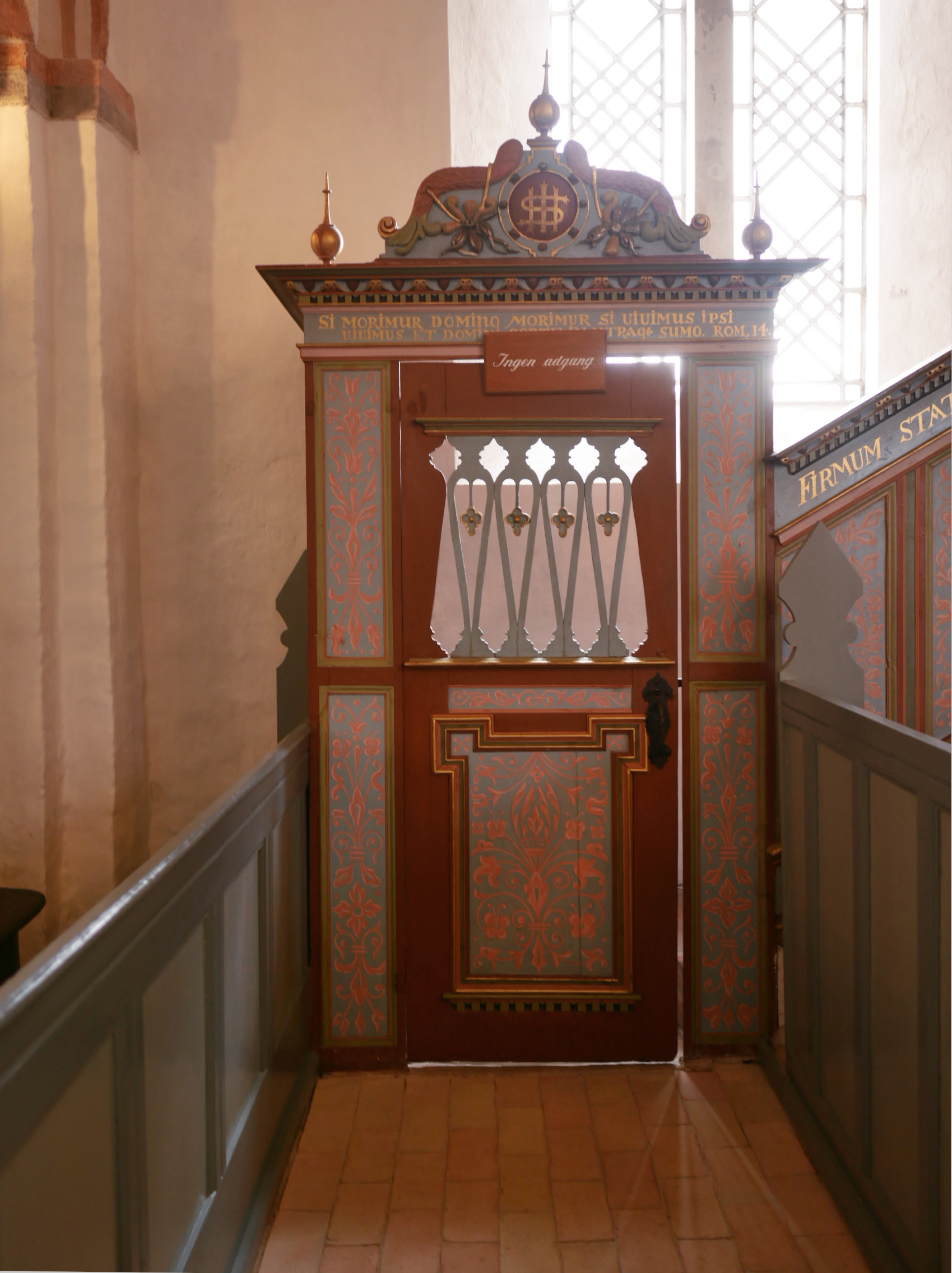
Tür des Aufgangs zur Kanzel
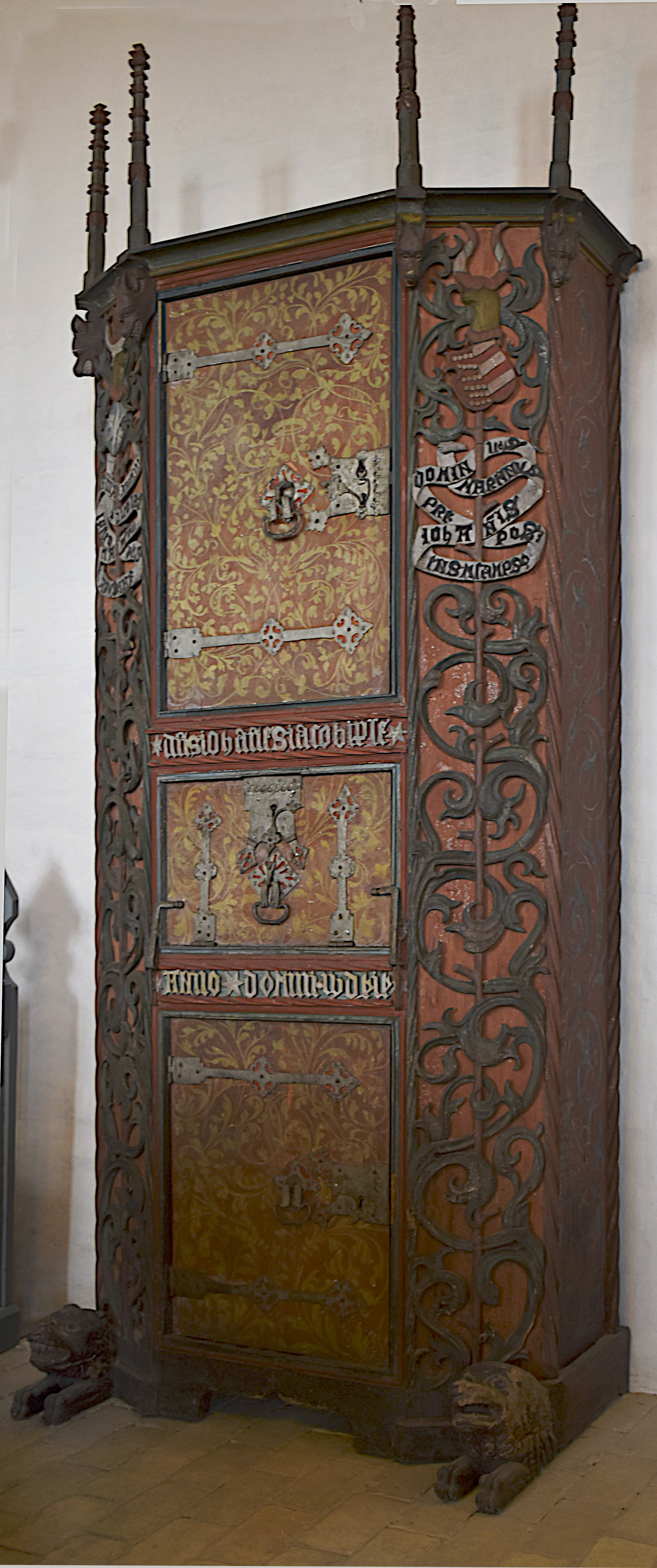
Sakramentsschrank
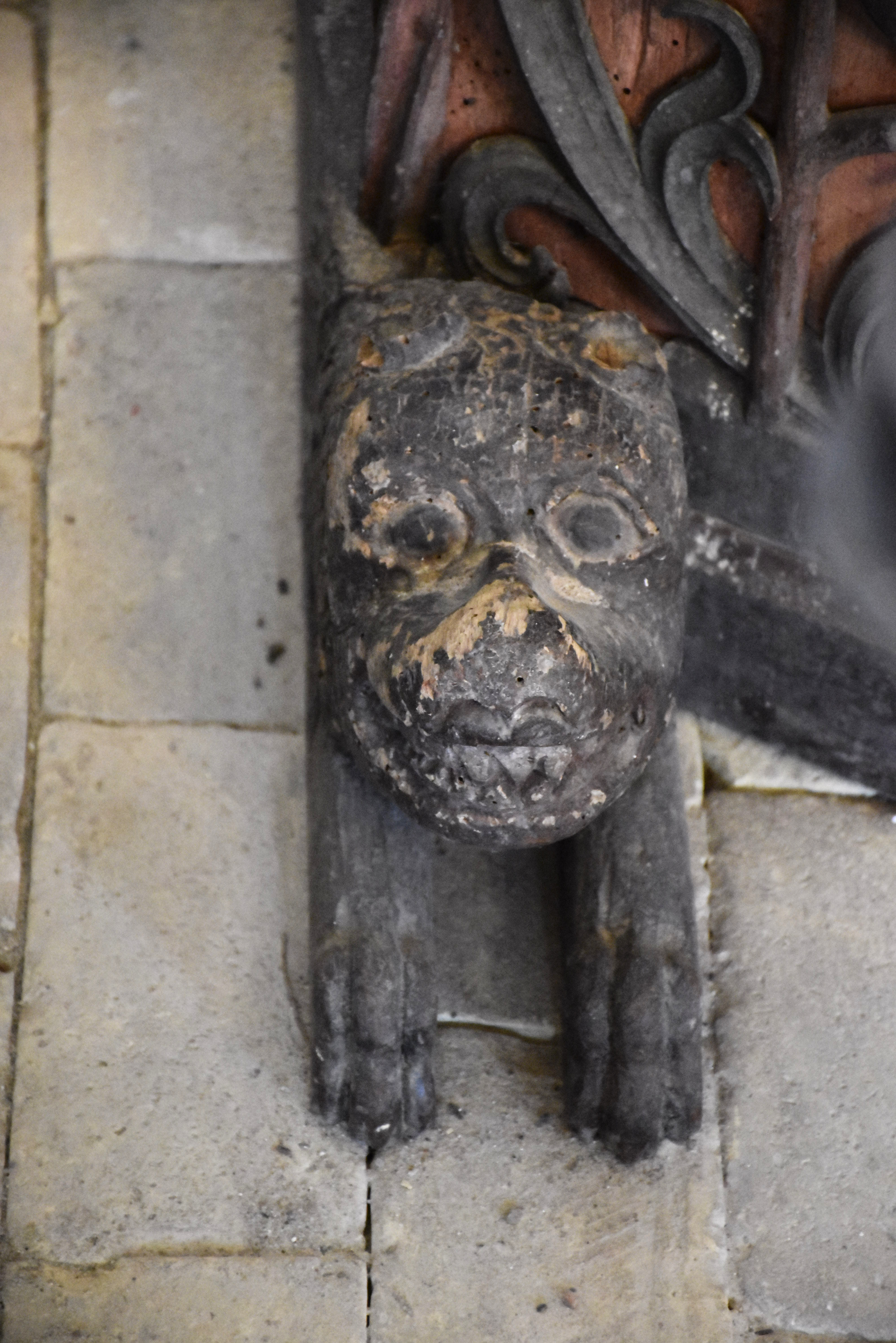
Löwenfuß des Sakramentsschranks
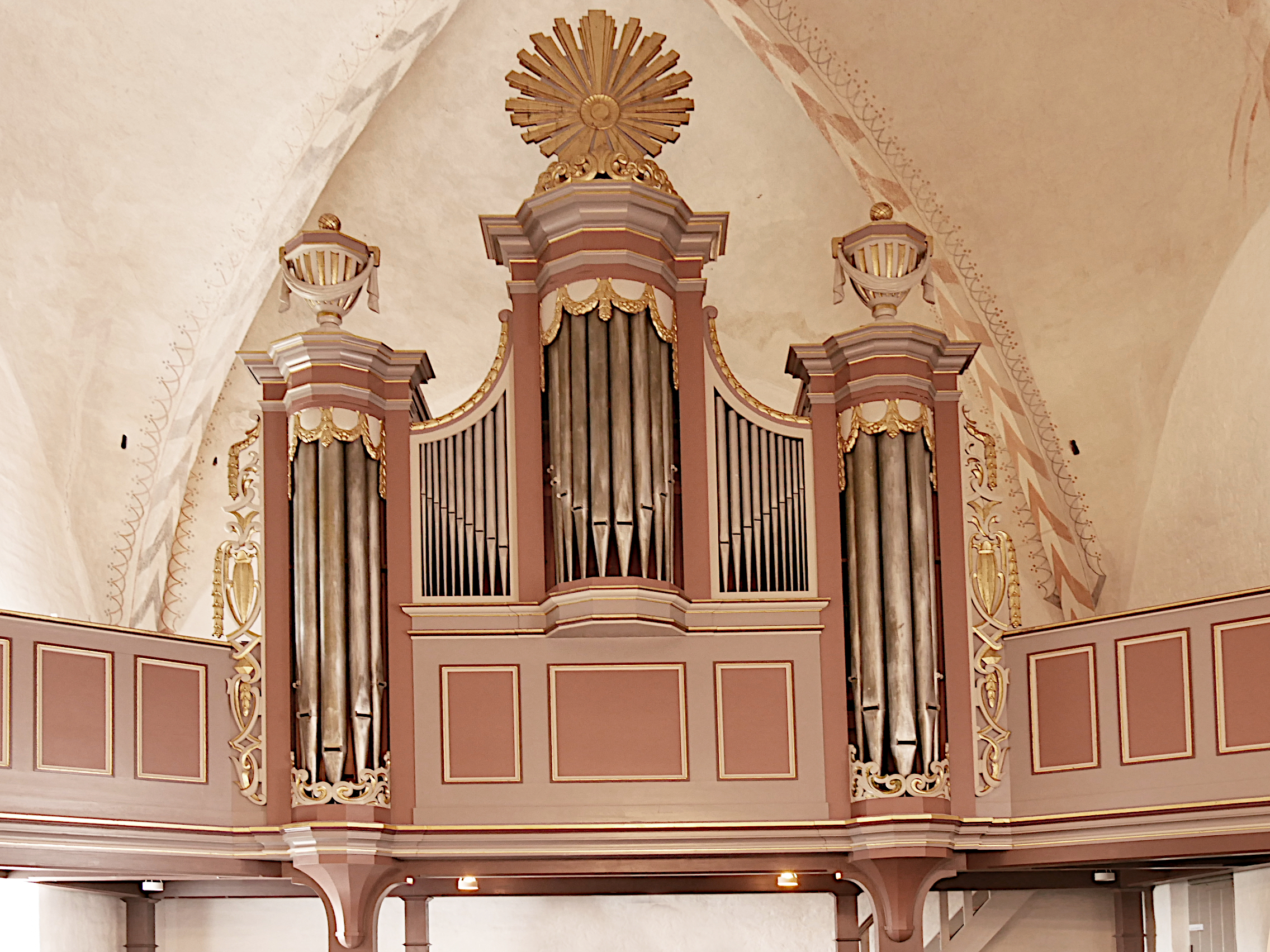
Orgel

## Dachstuhl und Glocken
Die Glocke, die sich im Kirchturm befindet, wird für alle Gottesdienste verwendet. Insbesondere bei Ostwind ist diese für die Gemeindemitglieder kaum zu hören. Nordby erhielt deshalb in der Ortsmitte eine eigene Straßenglocke, die der Überlieferung nach von einem aus Seenot geretteten Schiffer der Stadt geschenkt wurde. Seit 1857 hängt diese Glocke in einem Türmchen in der Ortsmitte. Zuvor hing sie jahrhundertelang in einem Holzgestell.

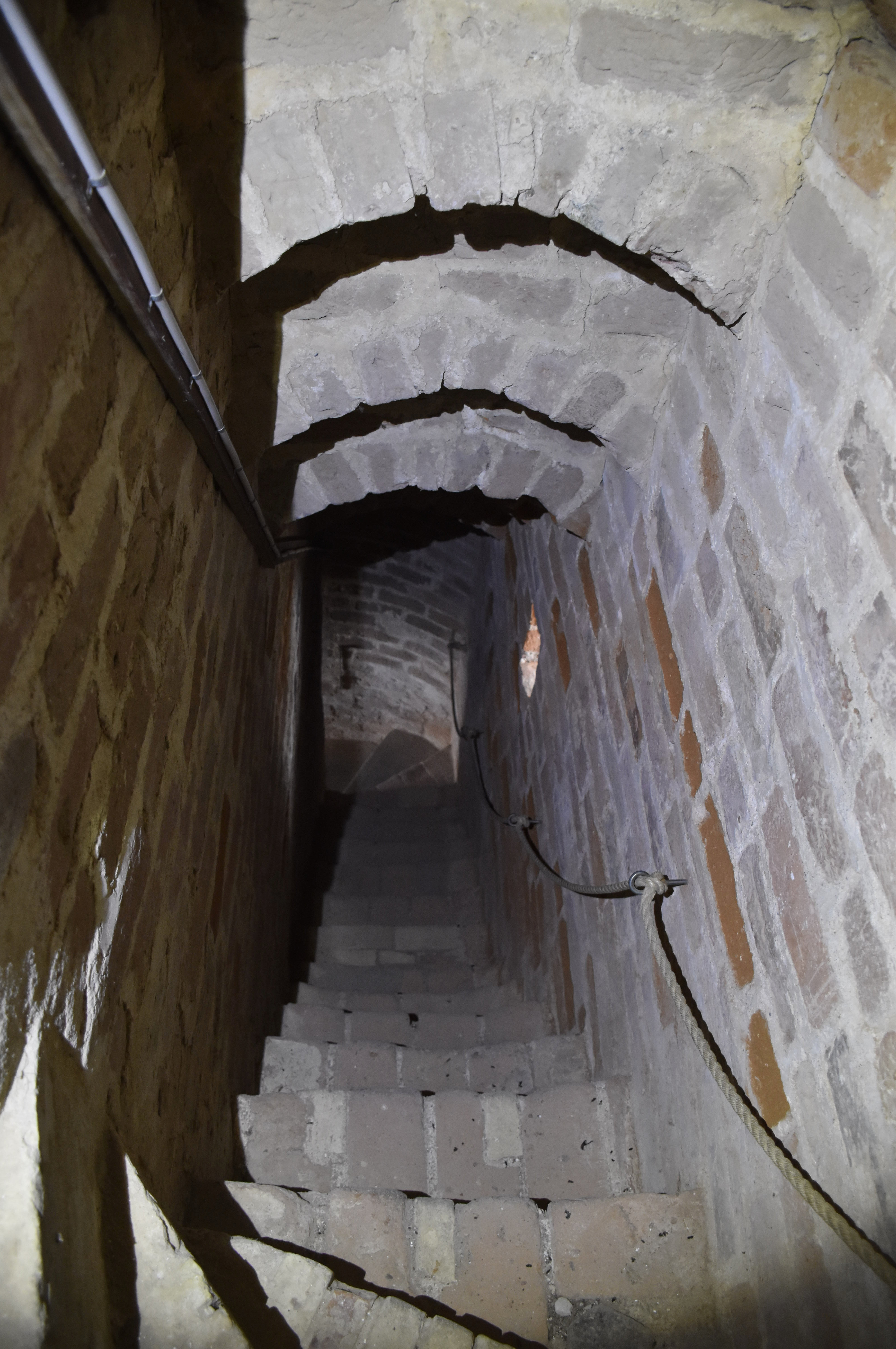
Treppe zum Turm
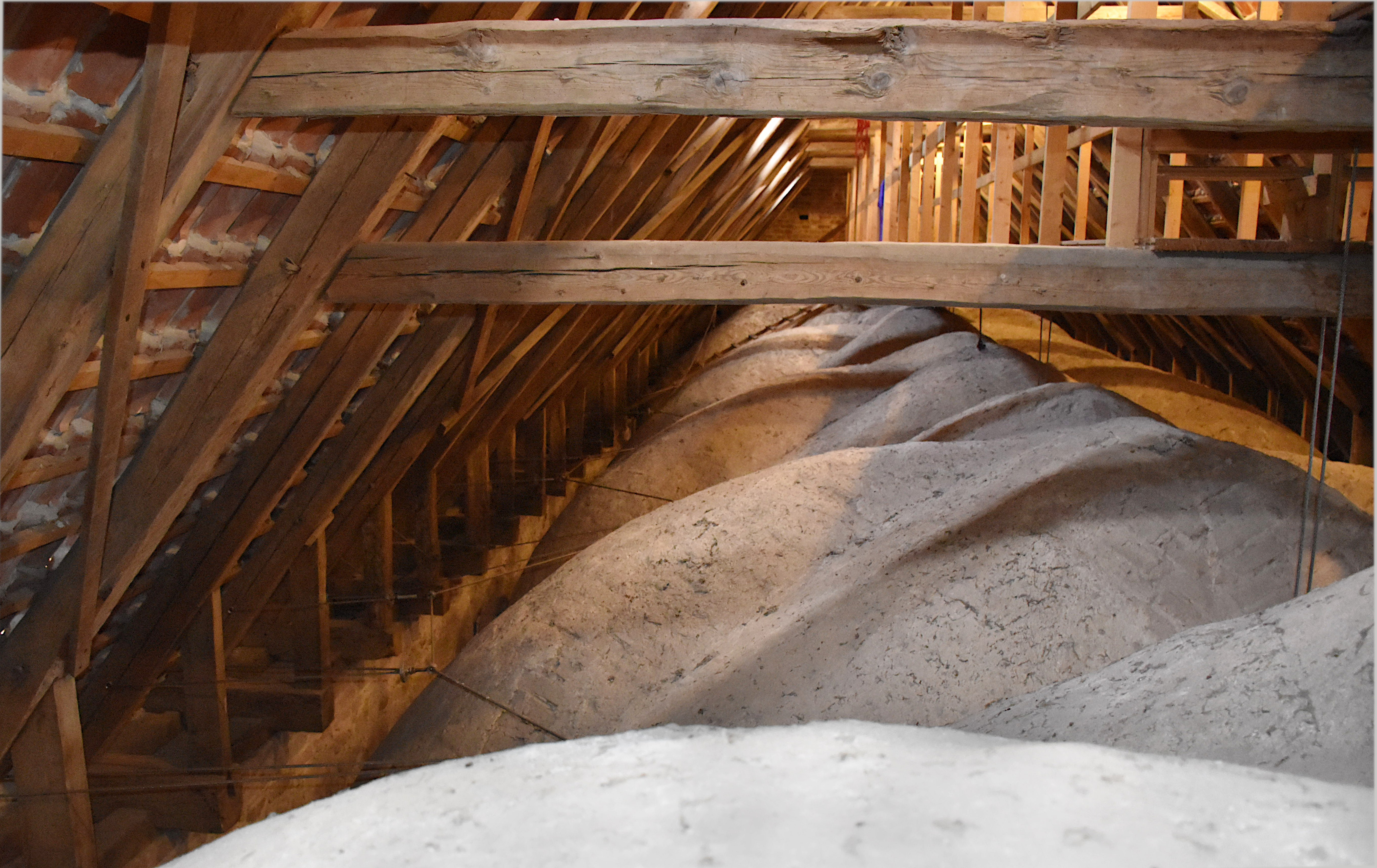
Dachstuhl und Gewölbe
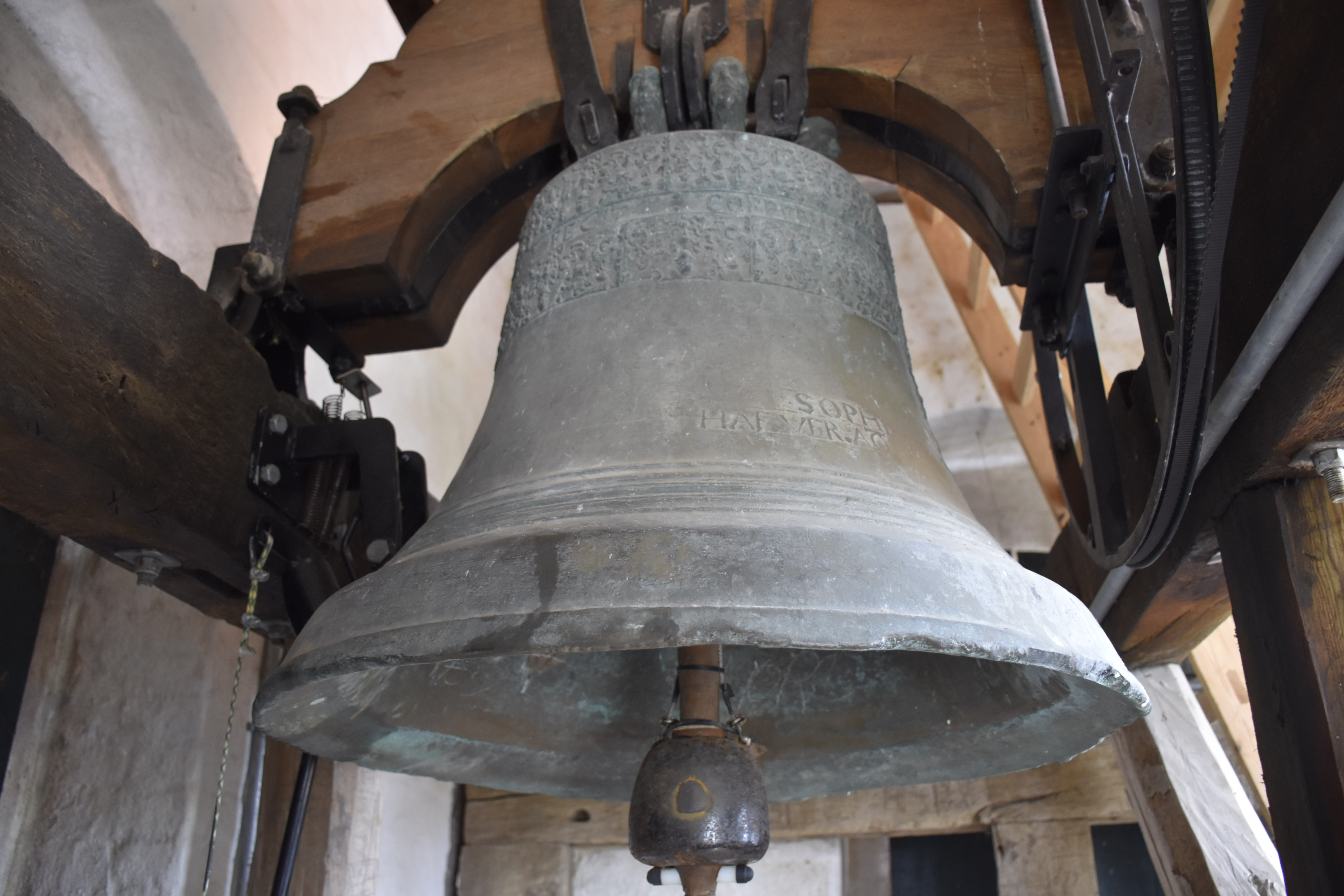
Glocke
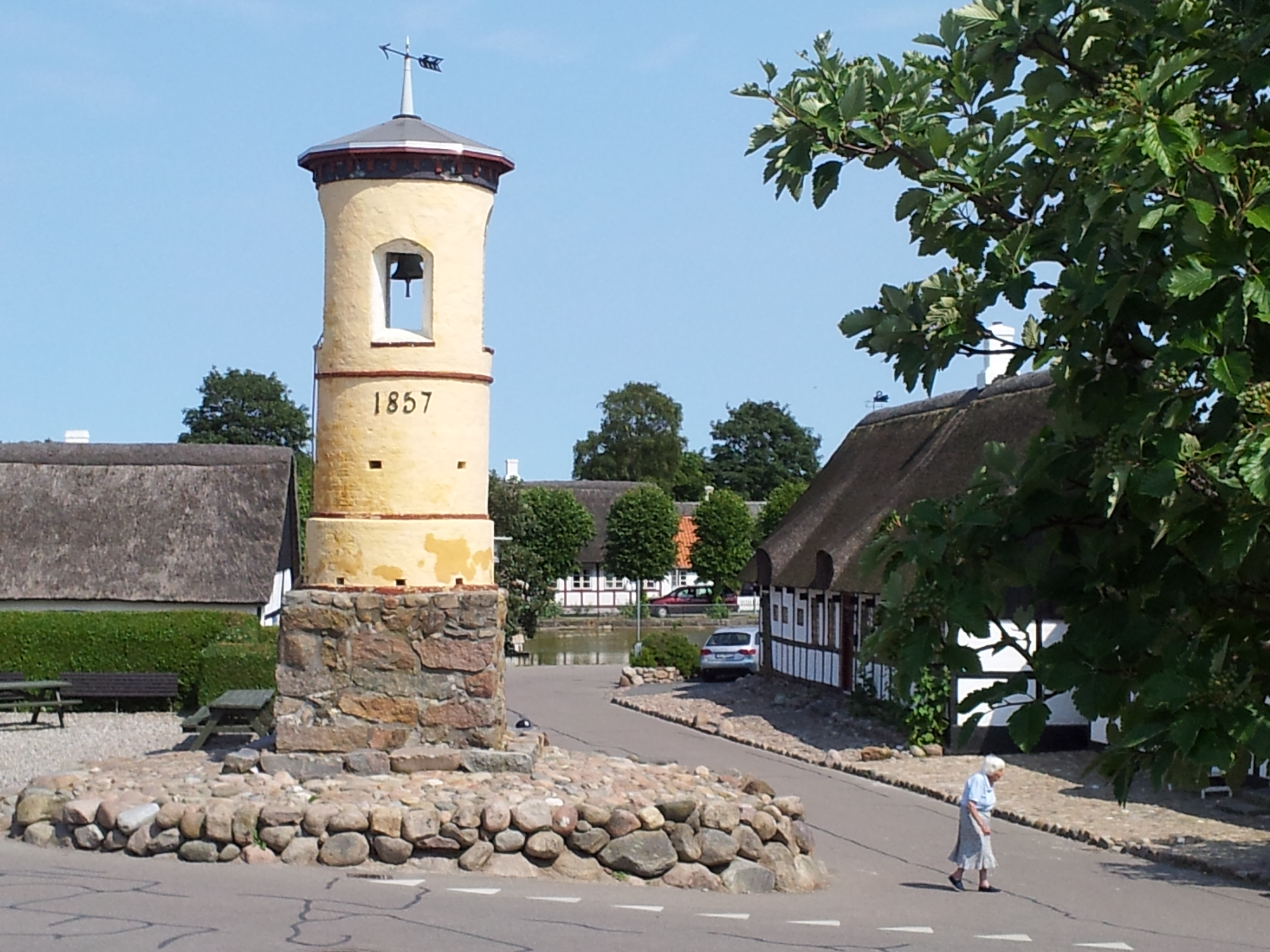
Glockenturm in der Ortsmitte